# Kobylka zelená
Kobylka zelená (Tettigonia viridissima) je běžný druh kobylky. Většinou obývá stromy a keře. Tak jako většina kobylek (nadčeleď Tettigonioidea) se živí převážně dravě. Samci se ozývají charakteristickým hlasitým cvrkotem.

## Vzhled
Jedná se o poměrně velký druh, samci dorůstají velikosti těla 28 až 34 mm, samice 27 až 38 mm. Opticky se zdá větší díky dlouhým křídlům, daleko přesahujícím zadeček. Samice mají také dlouhé šavlovité kladélko. Zbarvení je jasně zelené, na horní straně těla se často táhne hnědý pruh, zejména u samců. Můžeme ji zaměnit s rovněž hojnou kobylkou zpěvavou (Tettigonia cantans), která se liší kratšími křídly (dosahují maximálně po kolena zadních nohou).

## Rozšíření
Vyskytuje se v Evropě, severní Africe a palearktické části Asie. V České republice je hojná po celém území od nížin do pahorkatin.

## Způsob života
Na podzim klade samička kolem 590 vajíček špičatým kladélkem do země, kde vajíčka přezimují většinou 2 - 5 zim. Na jaře se líhnou nymfy, které po 6 až 7 svlékáních dospívají. Samci se ozývají cvrkotem, jímž vymezují své území a lákají samice. Kopulace trvá 45 minut.
Jejich páření trvá 1 až 5 dní a to je důvod toho, že samička naklade něco kolem 100 vajíček..
[zdroj⁠?!]

## Potrava
Malé nymfy loví mšice, velké nymfy a dospělci loví různý větší hmyz. Jídelníček si zpestřují rostlinnými částmi.

## Galerie

Tettigonia viridissima - Kobylka zelená
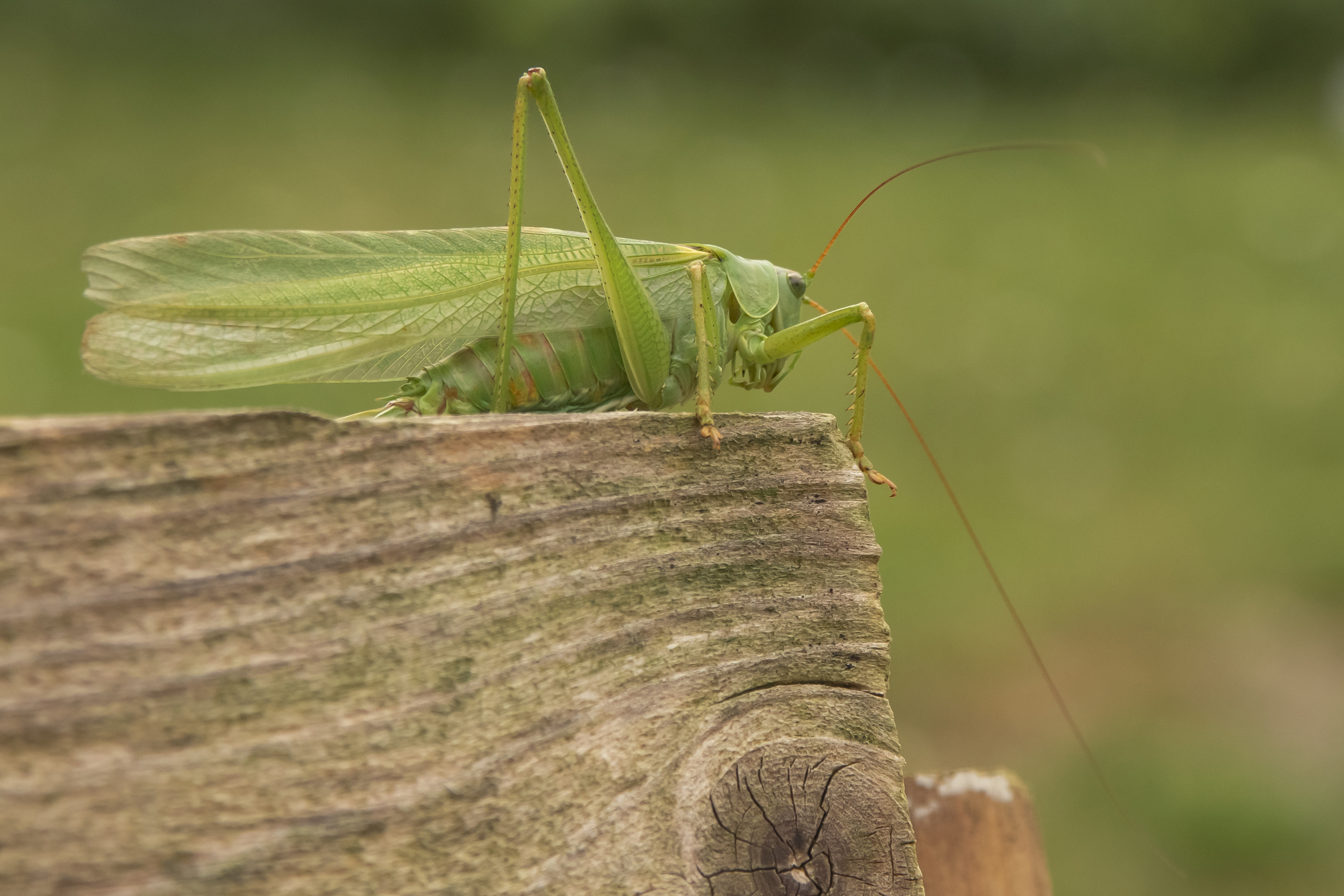
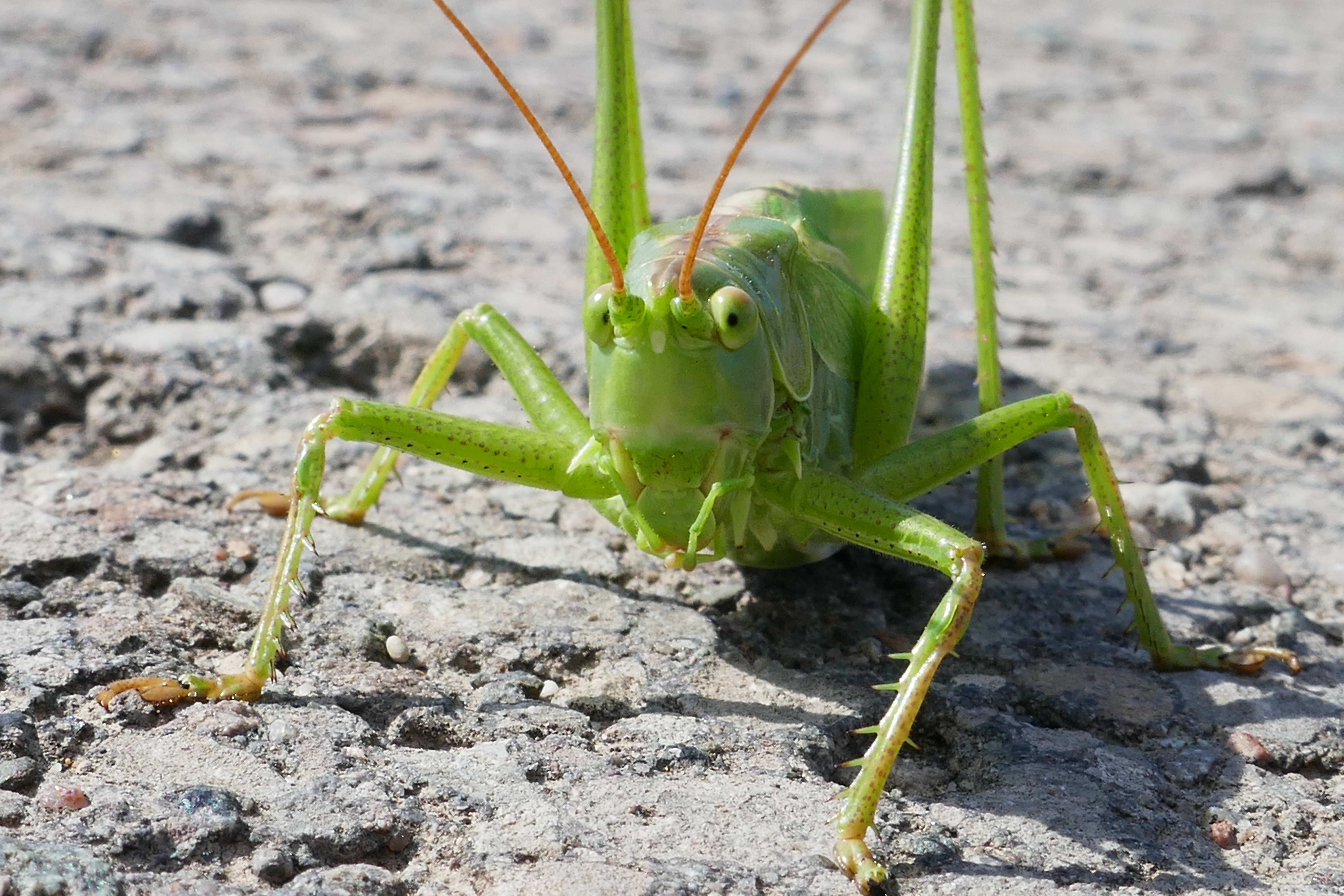
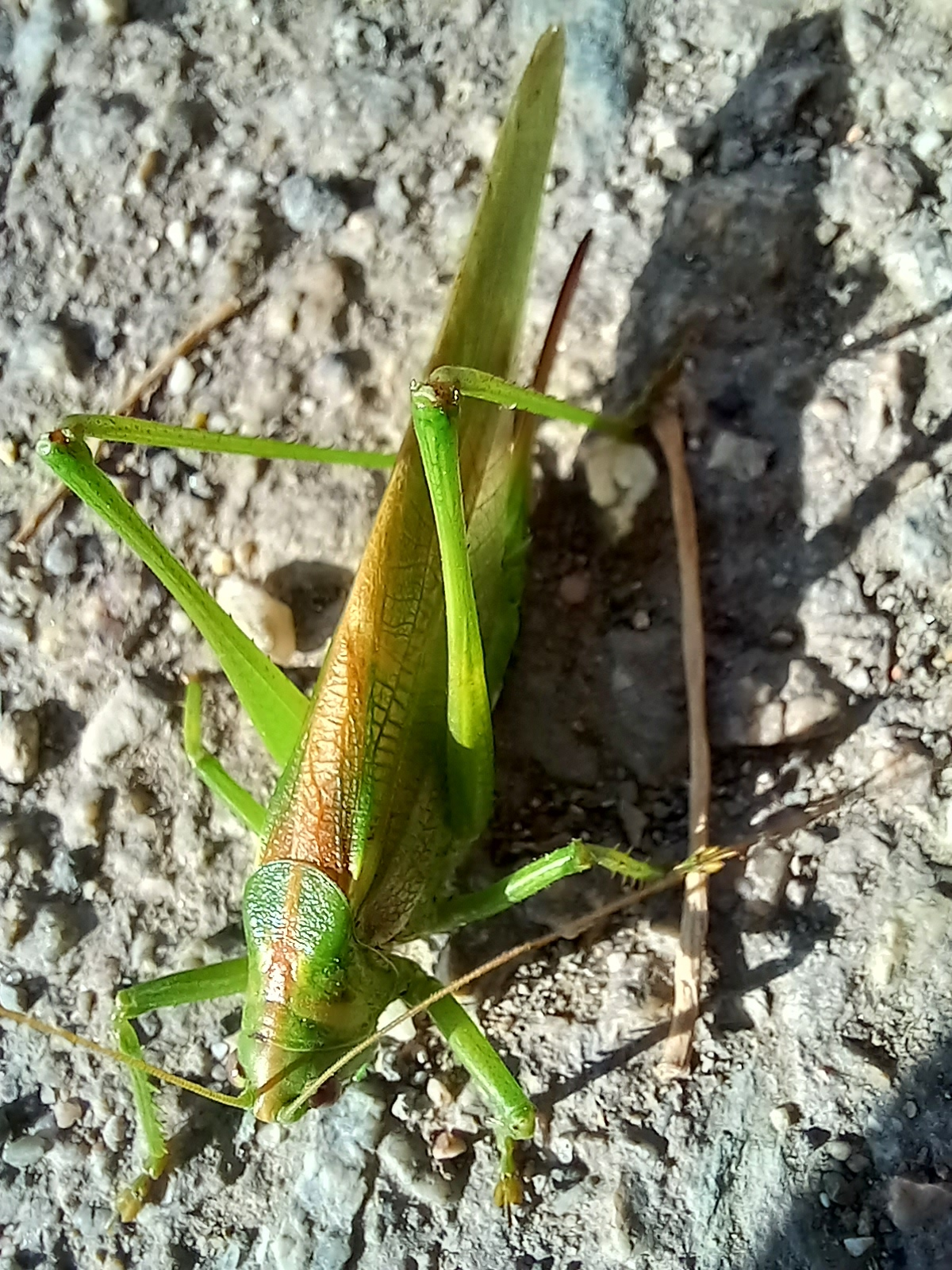
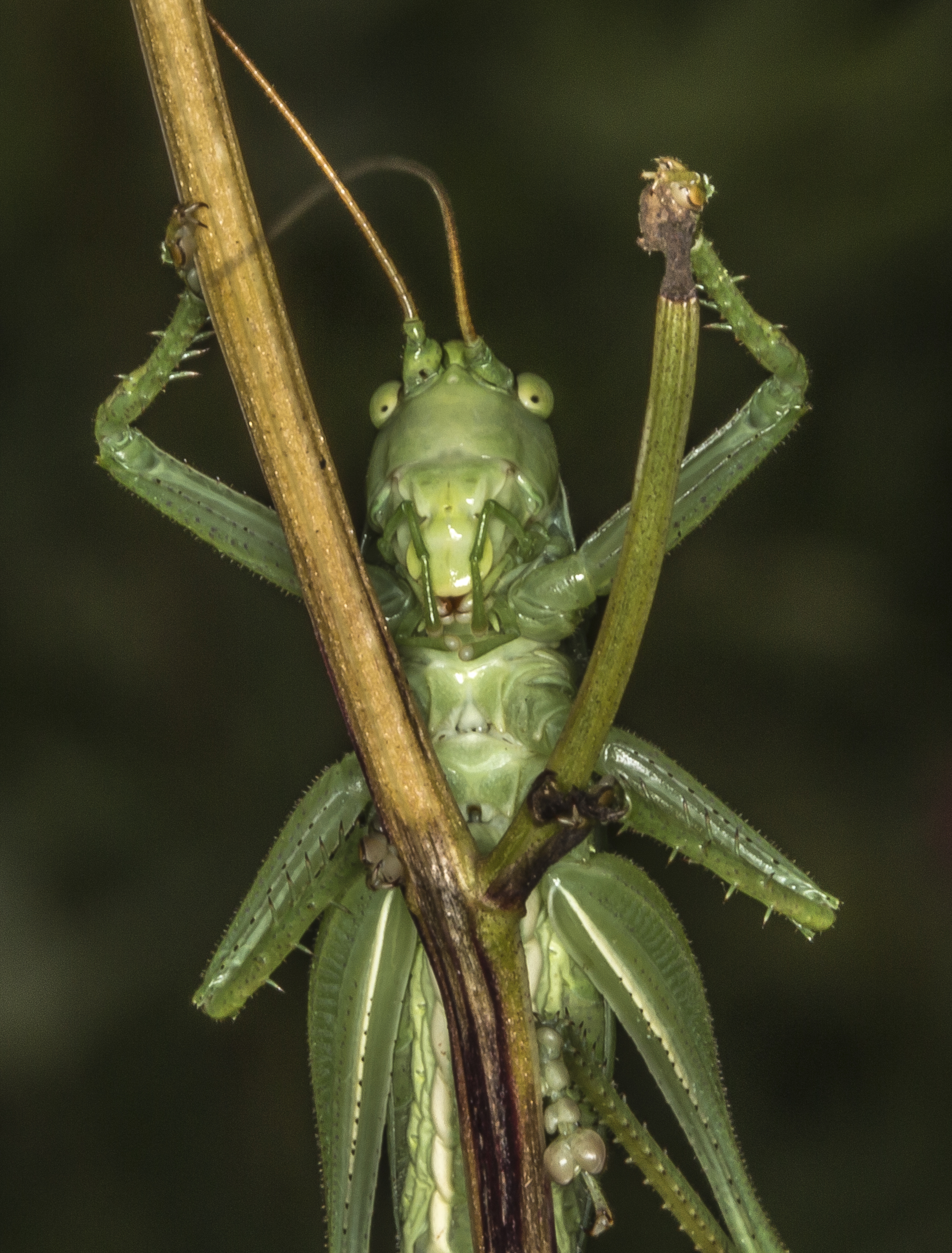
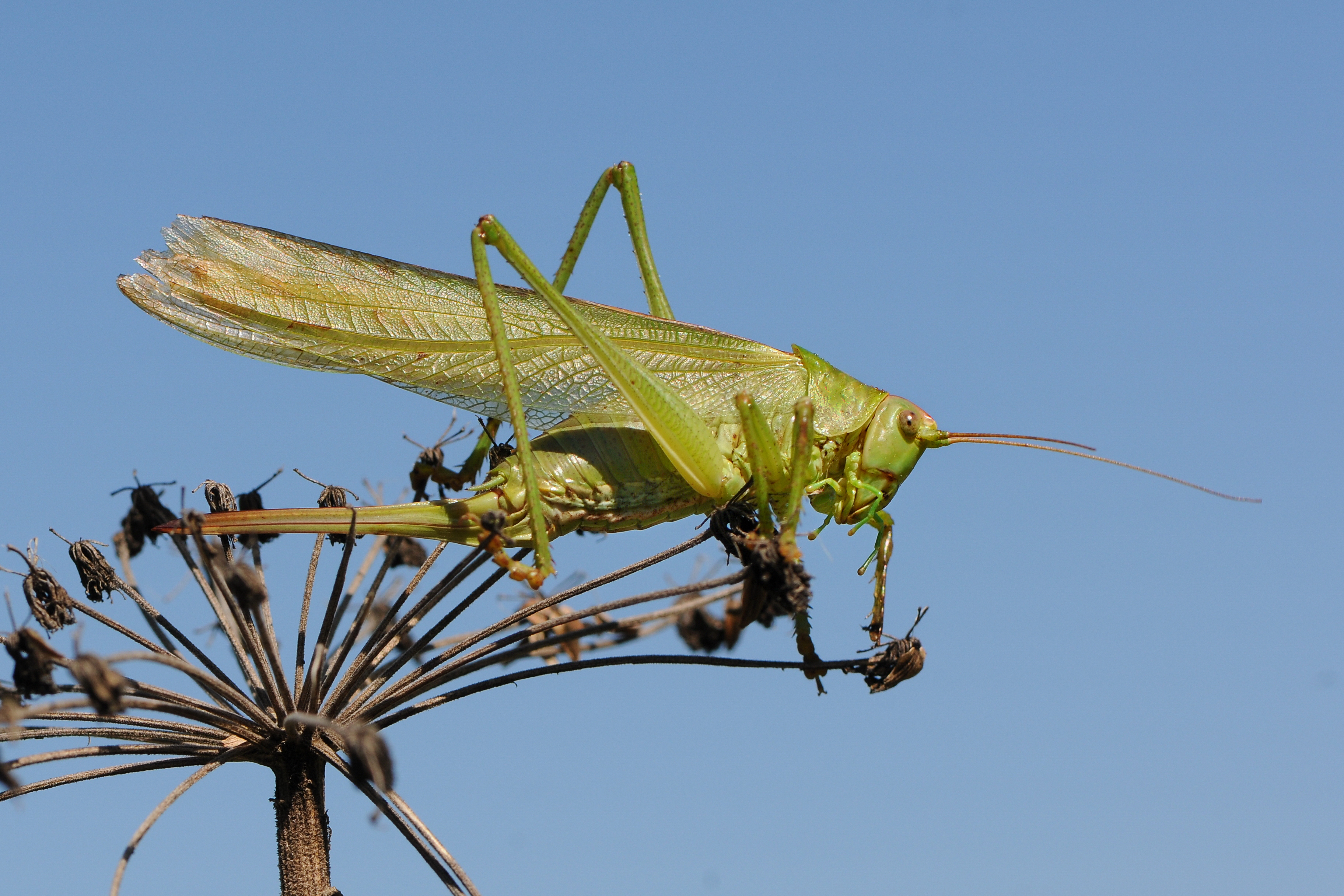